# Shackler's Revenge
Shackler's Revenge är en låt av det amerikanska rockbandet Guns N' Roses. Låten är spår 2 på albumet Chinese Democracy från 2008, och är 3 minuter och 36 sekunder lång. Den är skriven av Axl Rose, Brian Carroll, Caram Costanzo, Bryan Mantia och Pete Scaturro.
Låten var den första från albumet som släpptes officiellt, då den fanns med på TV-spelet Rock band 2 som kom ut 14 september 2008.
Expressen beskrev låten som "Ett mischmasch av Rob Zombie och Marilyn Manson som känns billigt och utstuderat.", och gav den betyget 1/5.